# Antonio Di Natale
Antonio Di Natale (13. říjen 1977, Neapol, Itálie) je italský fotbalový trenér a bývalý fotbalový fotbalový útočník.
Dvanáct let hrál za Udinese, kde si vybudoval pozici klubové legendy. Odmítl dokonce přestoupit do věhlasnějších klubů (Juventus, Milán). Je šestým nejlepším střelcem v italské ligy s 209 góly. Dvakrát za sebou v lize vyhrál tabulku střelců (2009/10, 2010/11) a v roce 2010 byl vyhlášen nejlepším italským fotbalistou.

## Hráčské kariéra

### Klubová
Od roku 1994 byl v Empoli, kde hrál za mládež. První zápas mezi dospělými odehrál v roce 1996 ve druhé lize. V letech 1997 až 1999 působil na hostování v klubech Iperzola, Varese a Viareggio. Od sezony 1999/00 již hrál opět v Empoli. První tři roky hrál ve druhé lize, ale sezonu 2002/03 již hrál s klubem nejvyšší ligu. Celkem zde odehrál za pět sezon 178 utkání a vstřelil 55 branek.
Když s Empoli v sezoně 2003/04 sestoupil, on odešel hrát do Udinese. V klubu odehrává první zápasy v evropských pohárech (Pohár UEFA 2004/05) a také v lize mistrů (Liga mistrů UEFA 2005/06). V sezoně 2009/10 vstřelil stou branku v nejvyšší lize a získal prvenství v tabulce střelců, když vstřelil 29 branek. V následující sezoně zopakoval prvenství mezi střelci, tentokrát vstřelil 28 branek. V sezoně 2014/15 již měl na kontě 200 branek ve své kariéře. V posledním utkání ve své kariéře v sezoně 2015/16 vstřelil branku. Celkem za Udinese odehrál 446 utkání a vstřelil 227 branek. V klubu drží 4 rekordy. Je fotbalista s nejvyšším počtem utkání v nejvyšší lize (385) i vstřelených branek (191). Také odehrál nejvíce utkání v klubové soutěži UEFA (37) i vstřelených branek (17).

### Reprezentační
V A-mužstvu Itálie debutoval 20. listopadu 2002 v přátelském utkání proti Turecku (remíza 1:1). První gól vstřelil v přátelském zápase s Českou republikou 18. února 2004 v Palermu, přispěl k remíze 2:2.

#### Euro 2008
Zúčastnil se Mistrovství Evropy ve fotbale 2008 v Rakousku a Švýcarsku, kde Itálie vypadla ve čtvrtfinále se Španělskem až v penaltovém rozstřelu (po prodloužení byl stav 0:0, na penalty 2:4). Di Natale svůj pokus neproměnil.

#### Mistrovství světa 2010
Itálie hrála na Mistrovství světa první utkání v základní skupině F proti jihoamerickému mužstvu Paraguaye, které skončilo remízou 1:1. Di Natale nastoupil na hřiště v 72. minutě. I druhý zápas squadry azzury skončil remízou 1:1, tentokrát proti nováčkovi světového šampionátu Novému Zélandu. Di Natale odehrál celý druhý poločas. V rozhodujícím duelu o postup do osmifinále 24. června 2010 proti Slovensku sice vstřelil jednu branku, ale na bodový zisk to nestačilo, Itálie prohrála 2:3 a skončila na posledním čtvrtém místě základní skupiny F.

#### Euro 2012

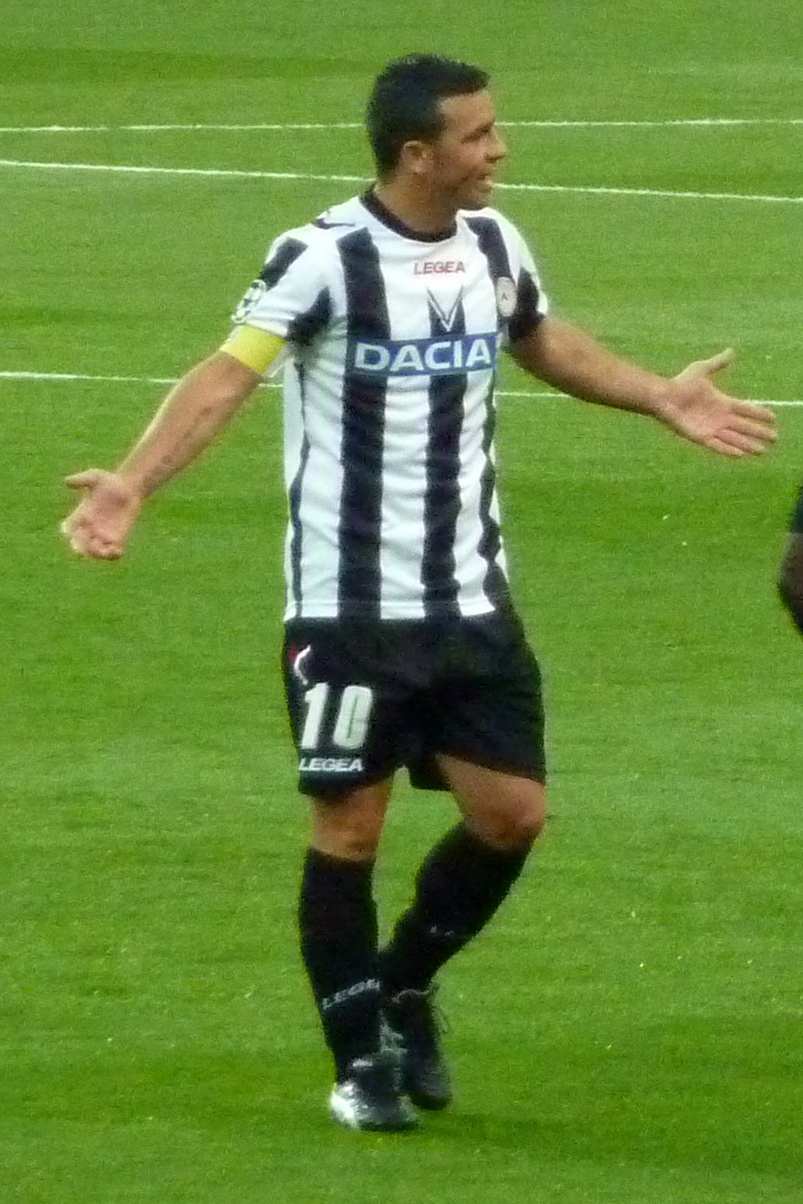
Antonio Di Natale v dresu Udine

Di Natale se zúčastnil Mistrovství Evropy ve fotbale 2012 konaného v Polsku a na Ukrajině a nastoupil hned v prvním utkání základní skupiny C 10. června 2012 a zároveň šlágru skupiny proti favoritovi celého šampionátu Španělsku (remíza 1:1). V 57. minutě střídal na hřišti Maria Balotelliho a o tři minuty později skóroval.

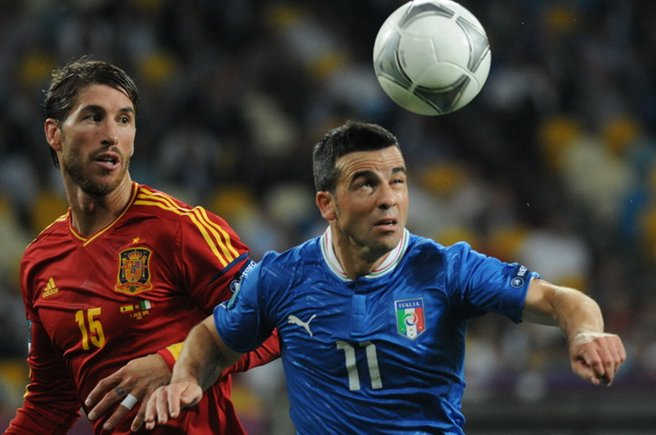
Antonio Di Natale v modrém dresu Itálie v souboji se španělským obráncem Sergio Ramosem ve finále Eura 2012.

Ve druhém utkání proti Chorvatsku rovněž střídal Balotelliho, tentokrát v 70. minutě, Chorvaté v 72. minutě vyrovnali na konečných 1:1. V utkání proti Irsku (výhra Itálie 2:0) poprvé nastoupil v základní sestavě a hrál do 74. minuty, poté jej střídal Balotelli. Po závěrečném hvizdu běželi hráči zjišťovat výsledek druhého utkání Španělsko-Chorvatsko (Itálie neměla ještě jistý postup ze základní skupiny a její postup závisel na výsledku tohoto druhého utkání).
Ve čtvrtfinále se střetla Itálie s Anglií a přestože měla většinu zápasu převahu, nedokázali se její hráči střelecky prosadit a utkání dospělo po prodloužení a výsledku 0:0 do penaltového rozstřelu. V tomto utkání Antonio nenastoupil, Itálie nakonec penaltový rozstřel zvládla poměrem 4:2 a postoupila do semifinále Mistrovství Evropy. V semifinále turnaje s Německem opět střídal v 70. minutě Balotelliho, který svými dvěma góly zajistil vítězství 2:1 a postup Itálie do finále. Ve finále Mistrovství Evropy ve fotbale 2012 odehrál proti Španělsku pouze druhý poločas, střelecky se ale neprosadil a jeho tým prohrál 0:4. Získal však stříbrnou medaili.

## Trenérská kariéra
Po ukončení fotbalové kariéry se začal věnovat trenéřině. Nejprve začal u mládeže ve Spezii v roce 2018. V roce 2020 získal cenu pro nejlepšího trenéra v mládežnickém sektoru. Poté získal trenérskou licenci pro kluby třetí ligy. V dubnu 2021 nahradil u Carrarese odstupujícího Baldiniho. Dokončil sezonu a také dovedl klub na 10. místo v sezoně 2021/22.

## Statistika

### Klubová
| Sezóna            | Klub              | Liga              | Liga   | Liga | Ligové poháry | Ligové poháry | Ligové poháry | Kontinentální poháry | Kontinentální poháry | Kontinentální poháry | Celkem | Celkem |
| Sezóna            | Klub              | Soutěž            | Zápasy | Góly | Soutěž        | Zápasy        | Góly          | Soutěž               | Zápasy               | Góly                 | Zápasy | Góly   |
| ----------------- | ----------------- | ----------------- | ------ | ---- | ------------- | ------------- | ------------- | -------------------- | -------------------- | -------------------- | ------ | ------ |
| 1996/97           | Empoli            | Serie B           | 1      | 0    | IP            | 0             | 0             | -                    | 0                    | 0                    | 1      | 0      |
| 1997/98           | Iperzola          | Serie C2          | 33     | 6    | -             | 0             | 0             | -                    | 0                    | 0                    | 33     | 6      |
| 1998              | Varese            | Serie C1          | 4      | 0    | -             | 0             | 0             | -                    | 0                    | 0                    | 4      | 0      |
| 1998/99           | Viareggio         | Serie C2          | 25     | 12   | -             | 0             | 0             | -                    | 0                    | 0                    | 25     | 12     |
| 1999/00           | Empoli            | Serie B           | 25     | 6    | IP            | 5             | 1             | -                    | 0                    | 0                    | 30     | 7      |
| 2000/01           | Empoli            | Serie B           | 35     | 9    | IP            | 3             | 1             | -                    | 0                    | 0                    | 38     | 10     |
| 2001/02           | Empoli            | Serie B           | 38     | 16   | IP            | 4             | 2             | -                    | 0                    | 0                    | 42     | 18     |
| 2002/03           | Empoli            | Serie A           | 27     | 13   | IP            | 5             | 1             | -                    | 0                    | 0                    | 32     | 14     |
| 2003/04           | Empoli            | Serie A           | 33     | 5    | IP            | 2             | 1             | -                    | 0                    | 0                    | 35     | 6      |
| Celkem za Empoli  | Celkem za Empoli  | Celkem za Empoli  | 159    | 49   | -             | 19            | 6             | -                    | 0                    | 0                    | 178    | 55     |
| 2004/05           | Udinese           | Serie A           | 33     | 7    | IP            | 6             | 4             | PU                   | 2                    | 0                    | 41     | 11     |
| 2005/06           | Udinese           | Serie A           | 35     | 8    | IP            | 3             | 3             | LM+PU                | 8+2                  | 3+1                  | 48     | 15     |
| 2006/07           | Udinese           | Serie A           | 31     | 11   | IP            | 2             | 2             | -                    | 0                    | 0                    | 33     | 13     |
| 2007/08           | Udinese           | Serie A           | 36     | 17   | IP            | 1             | 1             | -                    | 0                    | 0                    | 37     | 18     |
| 2008/09           | Udinese           | Serie A           | 22     | 12   | IP            | 1             | 1             | PU                   | 7                    | 3                    | 30     | 16     |
| 2009/10           | Udinese           | Serie A           | 35     | 29   | IP            | 3             | 0             | -                    | 0                    | 0                    | 38     | 29     |
| 2010/11           | Udinese           | Serie A           | 36     | 28   | IP            | 1             | 0             | -                    | 0                    | 0                    | 37     | 28     |
| 2011/12           | Udinese           | Serie A           | 36     | 23   | IP            | 1             | 1             | LM+EL                | 2+4                  | 1+4                  | 43     | 29     |
| 2012/13           | Udinese           | Serie A           | 33     | 23   | IP            | 1             | 0             | LM+EL                | 2+6                  | 0+3                  | 42     | 26     |
| 2013/14           | Udinese           | Serie A           | 32     | 17   | IP            | 2             | 1             | EL                   | 4                    | 2                    | 38     | 20     |
| 2014/15           | Udinese           | Serie A           | 33     | 14   | IP            | 1             | 4             | -                    | 0                    | 0                    | 34     | 18     |
| 2015/16           | Udinese           | Serie A           | 23     | 2    | IP            | 2             | 2             | -                    | 0                    | 0                    | 25     | 4      |
| Celkem za Udinese | Celkem za Udinese | Celkem za Udinese | 385    | 191  | -             | 24            | 19            | -                    | 37                   | 17                   | 446    | 227    |
| Celkově           | Celkově           | Celkově           | 606    | 258  | -             | 43            | 25            | -                    | 37                   | 17                   | 686    | 300    |

### Reprezentační

#### Statistika na velkých turnajích
| Reprezentace | Rok     | Zápasy             | Zápasy | Zápasy      | Zápasy           | Zápasy           | Zápasy            |
| Reprezentace | Rok     | Fáze turnaje       | Datum  | Soupeř      | Odehraných minut | Vstřelené branky | Výsledek          |
| ------------ | ------- | ------------------ | ------ | ----------- | ---------------- | ---------------- | ----------------- |
| Itálie       | ME 2008 | 1 zápas ve skupině | 9. 6.  | Nizozemí    | 64               | 0                | 0:3               |
| Itálie       | ME 2008 | Čtvrtfinále        | 22. 6. | Španělsko   | 45               | 0                | 0:0 (2:4 na pen.) |
| Itálie       | MS 2010 | 1 zápas ve skupině | 14. 6. | Paraguay    | 18               | 0                | 1:1               |
| Itálie       | MS 2010 | 2 zápas ve skupině | 20. 6. | Nový Zéland | 45               | 0                | 1:1               |
| Itálie       | MS 2010 | 3 zápas ve skupině | 24. 6. | Slovensko   | 90               | 1                | 2:3               |
| Itálie       | ME 2012 | 1 zápas ve skupině | 10. 6. | Španělsko   | 33               | 1                | 1:1               |
| Itálie       | ME 2012 | 2 zápas ve skupině | 14. 6. | Chorvatsko  | 21               | 0                | 1:1               |
| Itálie       | ME 2012 | 3 zápas ve skupině | 18. 6. | Irsko       | 75               | 0                | 2:0               |
| Itálie       | ME 2012 | Semifinále         | 28. 6. | Německo     | 20               | 0                | 2:1               |
| Itálie       | ME 2012 | Finále             | 1. 7.  | Španělsko   | 45               | 0                | 0:4               |

### Trenérská
| Sezóna  | Klub      | Liga    | Liga   | Liga  | Liga   | Liga   | Liga                        | Ligové poháry | Ligové poháry | Ligové poháry | Ligové poháry | Ligové poháry | Ligové poháry | Kontinentální poháry | Kontinentální poháry | Kontinentální poháry | Kontinentální poháry | Kontinentální poháry | Kontinentální poháry | Celkem | Celkem | Celkem | Celkem |
| Sezóna  | Klub      | Soutěž  | Zápasy | Výhry | Remízy | Prohry | Umístění                    | Soutěž        | Zápasy        | Výhry         | Remízy        | Prohry        | Úspěch        | Soutěž               | Zápasy               | Výhry                | Remízy               | Prohry               | Úspěch               | Zápasy | Výhry  | Remízy | Prohry |
| ------- | --------- | ------- | ------ | ----- | ------ | ------ | --------------------------- | ------------- | ------------- | ------------- | ------------- | ------------- | ------------- | -------------------- | -------------------- | -------------------- | -------------------- | -------------------- | -------------------- | ------ | ------ | ------ | ------ |
| 2021    | Carrarese | Serie C | 3      | 1     | 1      | 1      | nastoupil v dub., 16. místo | -             | 0             | 0             | 0             | 0             | -             | -                    | 0                    | 0                    | 0                    | 0                    | -                    | 3      | 1      | 1      | 1      |
| 2021/22 | Carrarese | Serie C | 38+1   | 10    | 15+1   | 13     | 10. místo                   | -             | 0             | 0             | 0             | 0             | -             | -                    | 0                    | 0                    | 0                    | 0                    | -                    | 39     | 10     | 16     | 13     |
| Celkově | Celkově   | Celkově | 42     | 11    | 17     | 14     | -                           | -             | 2             | 1             | 0             | 1             | -             | -                    | 0                    | 0                    | 0                    | 0                    | -                    | 42     | 11     | 17     | 14     |

## Úspěchy

### Reprezentační
- 1× na MS (2010)
- 2× na ME (2008, 2012 - stříbro)

### Individuální
- 2x nejlepší střelec italské ligy (2009/10 - 29 branek, 2010/11 - 28 branek)
- All Stars Team italské ligy (2011, 2012, 2013)
- Nejlepší hráč italské ligy (2010)